# مهاجرت محیط زیستی
مهاجرت محیط زیستی به مهاجرت افراد به دلیل شرایط محیط زیست در محل زندگی گفته می‌شود. به مهاجرینی که از شرایط با آب‌وهوای بحرانی و سکونت‌ناپذیر یا با خطر جانی دنبال شرایط بهتر می‌روند پناهندهٔ محیط زیستی گفته می‌شود.

## عامل
چند مورد از عوامل مهاجرت‌های محیط‌زیستی موارد زیر هستند.
- شدت و تکرارپذیری حوادث آب و هوایی که به آن مهاجرت اقلیمی می‌گویند
- کمبود منابع آب
- حاصلخیز نبودن زمین برای تأمین معیشت جمعیت محلی
- فقدان امنیت غذایی
- غیرقابل‌سکونت بودن مناطق ساحلی
- امکان بروز منازعات ناشی از رقابت بر سر منابع محدود[۲]